# Sabine Ercklentz
Sabine Ercklentz (* 1967 in Mönchengladbach) ist eine deutsche Trompeterin und Komponistin, deren Arbeiten sich häufig in musikalischen Grenzbereichen und über feste Genregrenzen hinwegbewegen. Sie ist Teil des elektroakustischen Duos ercklentz**neumann und des Splitter Orchesters.

## Leben und Werk
Ercklentz studierte zunächst Jura an der Freien Universität Berlin, später Trompete/Popularmusik an der Hochschule für Musik Hanns Eisler. Sie ist Teil von Composer-Performer-Ensembles wie u. a. N.E.W. (mit Andrea Neumann und Ute Wassermann), dem Vokal-Trio Asteroseismology (mit Margareth Kammerer und Lucile Desamory), Contagious (mit Andrea Neumann und Mieko Suzuki) und dem Trompeten-Trio TriTop (mit Liz Allbee und Birgit Ulher). Eine langjährige Zusammenarbeit besteht mit Andrea Neumann, der Performancekünstlerin Antonia Baehr und der Filmemacherin Anja Weber. 
Neben dem Einsatz von erweiterten Spieltechniken auf der Trompete verwendet sie häufig Live-Elektronik bei ihren Konzertperformances. Dabei sind „der musizierende Körper auf der Bühne“, „die Interaktion von Performerin und Medien“ sowie „die Vernetzung der Performer untereinander“ häufig wiederkehrende Themen.
Von 2005 bis 2017 war Sabine Ercklentz zusammen mit Hanna Hartman bis (bis 2015), Andrea Neumann, Ana Maria Rodriguez und Ute Wassermann Teil des Klangkunstquintetts Les Femmes Savantes aus Berlin, das sich als Vertreter der „Echtzeitmusik“ verstand. Typisch für die Kompositionen von Les Femmes Savantes war die Arbeit mit „fremden Klängen“ anstelle von Melodien und Rhythmen. Die rein weibliche Besetzung des Quintetts sei Program gewesen – um Frauen in der zeitgenössischen Musik sichtbarer zu machen, so Ercklentz gegenüber Tim Caspar Boehme in der taz.
Ercklentz hatte Konzert- und Festivalauftritte u. a. beim Foro Internacional in Mexiko-Stadt, FIMAV Victoriaville (Kanada), Red Cat, Los Angeles (USA), CalArts (USA), Rencontres chorégraphiques, Paris, (Frankreich), Moderna Museet Stockholm (Schweden), Taktlos, Zürich (Schweiz), City of Women Lubiljana (Slowenien), Wittener Tage für neue Kammermusik, Donaueschinger Musiktagen, Forum Neue Musik, Jazzfestival Moers, Jazztage Leverkusen, Jazzfestival Leipzig, Wie es Ihr gefällt, ZKM Karlsruhe, Tanzplattform Deutschland, Dresden, dem kanadischen Festival de Musique Actuelle de Victoriaville.
Sabine Ercklentz lebt in Berlin.

## Auszeichnungen
- 2008: Prix Ars Electronica für die Video-Performance Videobrücke Berlin – Stockholm (5 Punkt 1), zusammen mit Andrea Neumann
- 2007: Stipendiatin der Villa Aurora in Los Angeles[7]

## Filmografie
- 2009: Ab jetzt sind wir anders, Regie: Sobo Swobodnik
- 2014: Trans X Istanbul, Regie: Maria Binder
- 2021: Raw Chicks Berlin, Regie: Beate Kunath

## Hörfunk (Auswahl)
- 2015: Abecedarium Bestiarium. Affinitäten in Tiermetaphern, in Kooperation mit Antonia Baehr, Feature für WDR 3

## Diskografie
mit ercklentz**neumann
- 2003: Oberflächenspannung, Charhizma
- 2010: L’Alienation, Herbal International

Solo und andere Projekte
- 2006: Steinschlag, L’innomable
- 2008: mit Shoot the Moon: Glory & Decay, Jazzwerkstatt
- 2019: mit Contagious: Contagious, Morphine[8]